# Couvent des capucins du faubourg Saint-Jacques
Pour les articles homonymes, voir Couvent des Capucins.
Le couvent des capucins du faubourg Saint-Jacques était un couvent parisien des Frères mineurs capucins, situé rue des Capucins, aujourd'hui boulevard de Port-Royal, à l'angle avec la rue du Faubourg-Saint-Jacques. Fondé en 1613 par François-Godefroy de La Tour, il a été fermé en 1783 et transformé en hôpital, qui fait partie aujourd'hui de l'hôpital Cochin.

## Historique
Les Frères mineurs capucins constituent la troisième famille de l'ordre franciscain, fondée en 1525 (la première étant les Frères mineurs observants, la deuxième les Frères mineurs conventuels). Les Capucins étaient installés à Paris depuis 1575 et y ont eu plusieurs maisons, dont le couvent des Capucins Saint-Honoré, le couvent des petits capucins du Marais, le couvent des capucins de la Chaussée-d'Antin, et le couvent des Capucines.
Le couvent du faubourg Saint-Jacques est fondé en 1613 par Godefroy de La Tour qui, par son testament, lègue aux capucins une grande maison et un jardin situés au faubourg Saint-Jacques. Les capucins s'y installent le 11 septembre de la même année, et la grange de cette maison sert de chapelle, jusqu'à ce que Pierre de Gondi, évêque de Paris, fournisse les fonds nécessaires pour la construction d'un couvent et d'une église. 
La première pierre de l'église est posée par son neveu Jean-François de Gondi, et elle est dédiée à l'Annonciation par l'archevêque de Rouen François de Harlay. Elle était ornée de deux tableaux de Charles Le Brun, l’Annonciation et la Présentation au Temple.
Le couvent servait de noviciat aux capucins pour la Province de Paris.
Le couvent est fermé le 15 septembre 1783, et les capucins qui l'habitaient sont transférés dans le nouveau couvent construit à la Chaussée-d'Antin, aujourd'hui lycée Condorcet et église Saint-Louis-d'Antin.

## L'hôpital des Vénériens

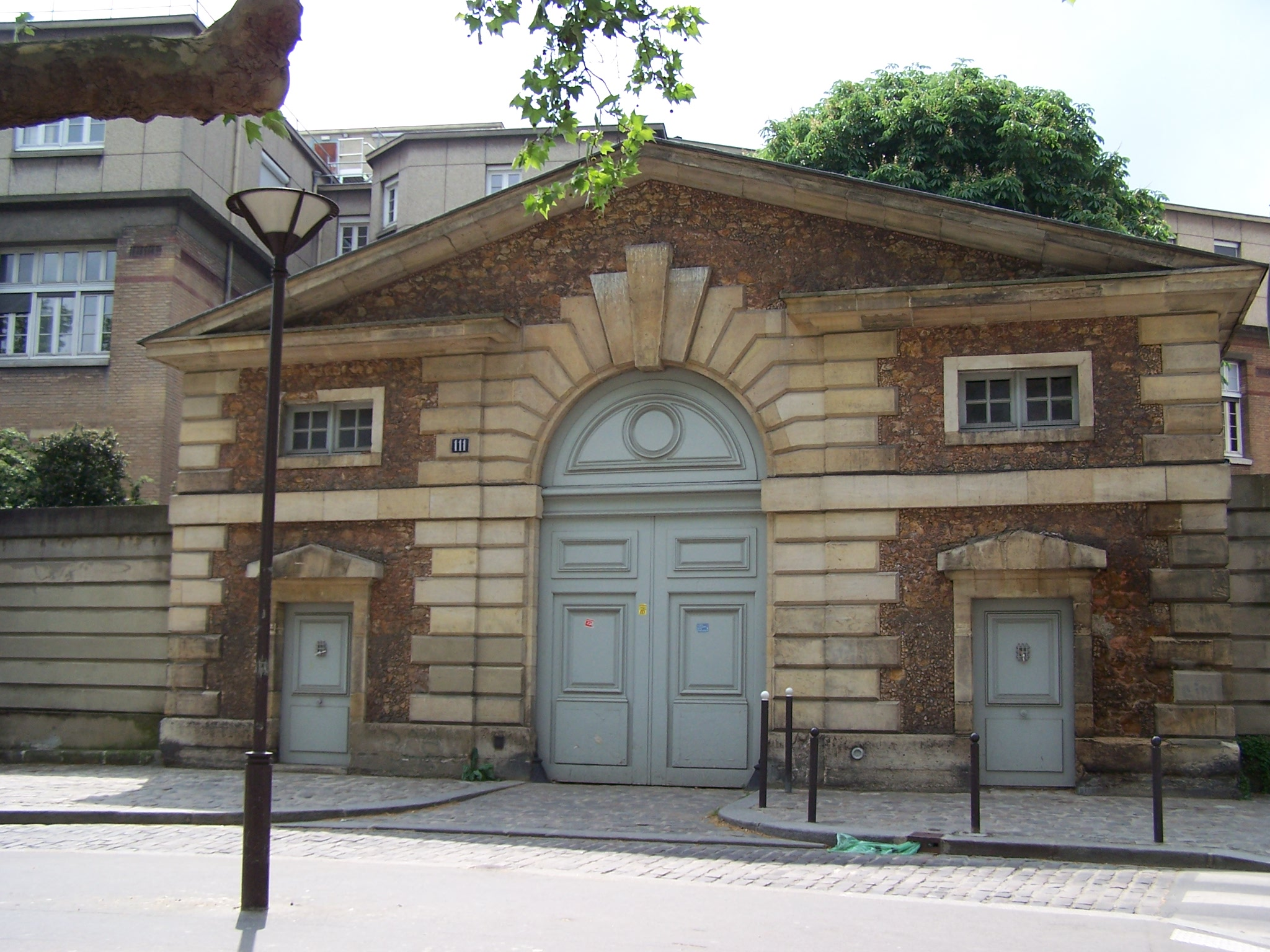
Entrée de l'hôpital, aujourd'hui 111 boulevard de Port-Royal.

Le marquis de Breteuil, ministre de la Maison du roi et de Paris, a alors l’idée d’utiliser les vastes bâtiments disponibles pour y installer un hôpital d’intérêt général. Contrairement à l’hospice voisin Saint-Jacques-du-haut-Pas qui ne desservait que les habitants du quartier, celui-ci présentait un caractère d’utilité publique dont la gestion relevait de l’administration royale.
Ce nouvel hôpital avait pour objet de grouper tous les malades « attaqués du mal vénérien » qui étaient disséminés dans les hôpitaux de Bicêtre, Vaugirard, la Salpêtrière, l’Hôtel-Dieu et les Petites Maisons. Les vénériens, considérés comme indésirables, posaient de graves problèmes d’hospitalisation dans des chambres déjà surchargées. Comme on considérait que les vénériens étaient atteints d’une maladie à caractère épidémique, transmissible par l’air, et redoutée à l’égal de la lèpre, on ne s’étonne pas des dispositions spéciales prises à l’égard de ces malades. Elles apparaissent comme une mesure de police, ce qui fait qu'on a pu dire « qu'un hôpital de vénériens, tient plutôt aux établissements de police d’une grande ville qu’à ceux des secours de bienfaisance ».
Les missions que s’étaient fixées les concepteurs du projet n’aboutirent véritablement qu’à partir de 1802. Il fallut alors réaliser d’importants travaux d’agrandissements nécessités par l’afflux considérable des malades en provenance des hôpitaux précités. La chapelle du couvent est convertie en infirmerie.
À  partir de 1808, les importantes innovations thérapeutiques apportées assureront une renommée à cet établissement. Un traitement interne et gratuit fonctionnait avec un plein succès puisqu’en moins de quatre ans on vit passer plus de cinq mille malades.
Après l’occupation des salles par les troupes prussiennes en 1814, de nouvelles transformations et de nouveaux agrandissements seront réalisés dans l'ancien couvent.

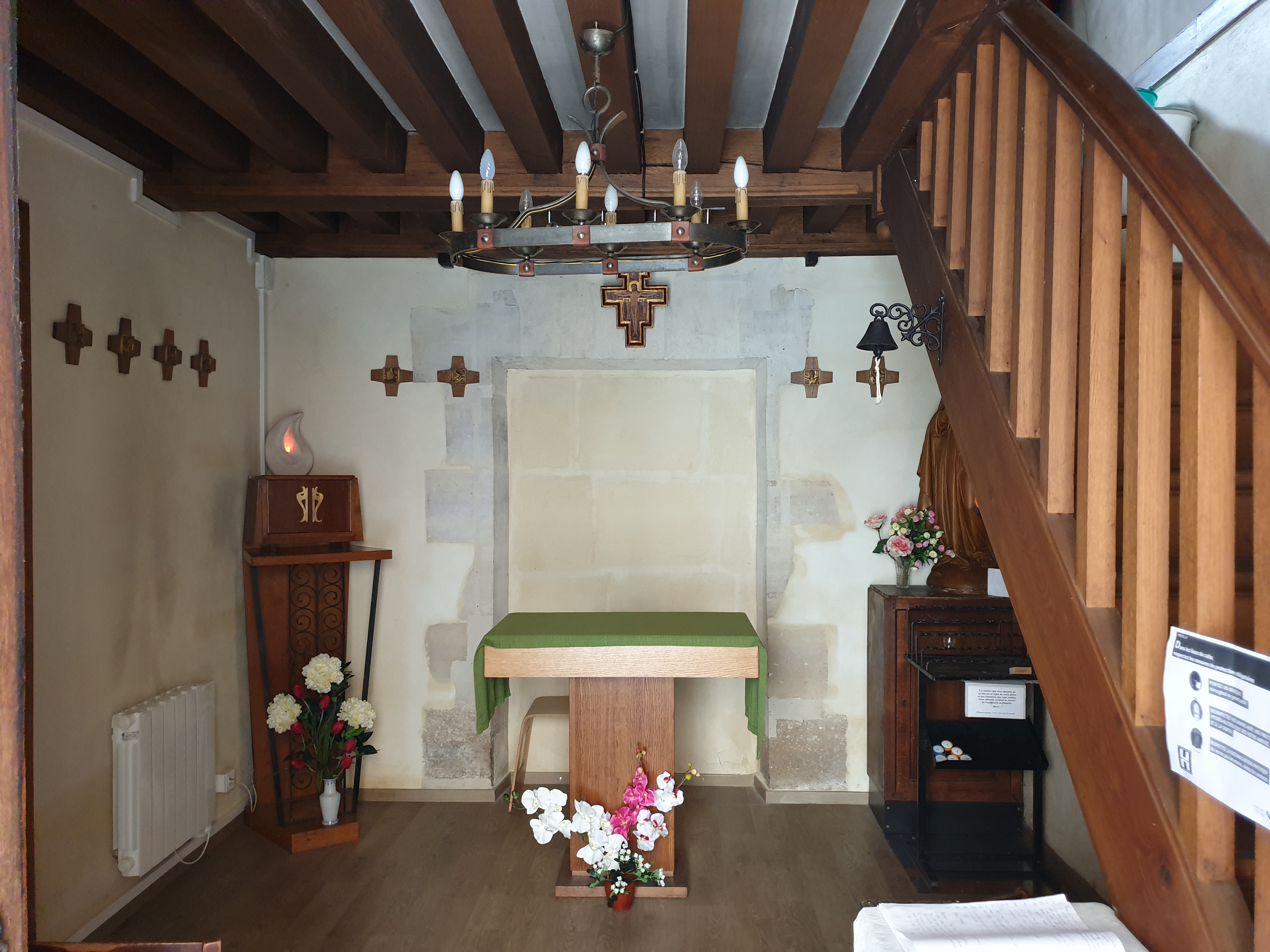
L'intérieur de la chapelle Ricord.

À partir de 1836 on transfère les femmes dans un nouvel hôpital, aujourd'hui l'hôpital Broca, qui est réservé aux maladies vénériennes du sexe faible. 
Désormais l’hôpital vénérien affecté strictement aux hommes s'appelle Hôpital du Midi, puis Hôpital Ricord en 1892, jusqu'à ce que cet hôpital soit englobé en 1905 dans l’enceinte de l'hôpital Cochin sous le nom de Cochin Annexe.
Il ne reste de cet hôpital que la porte qui existe toujours au 111 boulevard de Port-Royal (anciennement 59 rue des Capucins), construite par Eustache de Saint-Far entre 1783 et 1784. Jusqu’en 1868, elle s’ouvrait sur la petite rue des Capucins qui jouxtait une vaste place plantée d'arbres appelée champ des capucins.

## Le Champ des Capucins
Situé entre l’abbaye du Val-de-Grâce au nord et le couvent des Capucins au sud existait au XVIIe siècle un grand terrain vague que l’on dénommait le Champ des Capucins, qui avait été planté d'arbres en 1704. On y accédait par la rue des Capucins à l’ouest, la rue des Bourguignons à l’est, et la rue de la Santé au sud. 
À l’extrémité est de ce champ, était érigée une croix de pierre, en forme de pyramide, que l’on appelait la Croix de la Sainte Hostie, en souvenir de son histoire. En 1668, trois voleurs pénétrèrent de nuit dans l’église Saint-Martin, cloître de Saint-Marcel. Ils fracturèrent le tabernacle et dérobèrent le ciboire. Ils seront arrêtés et brûlés vifs, mais avant leur supplice, ils confessèrent avoir enveloppé une hostie dans un mouchoir et l’avoir jetée contre le mur de l’abbaye du Val-de-Grâce». Après avoir effectivement trouvé l’hostie à cet endroit, et afin de réparer ce sacrilège, on organisa une procession générale où l’archevêque de Paris nu-pieds, déposa le saint sacrement sur un autel qui avait été dressé en ce lieu précis. C’est donc en mémoire de ce sacrilège, que cette croix fut édifiée et à laquelle on donna son nom.
Durant plus d’un siècle, tous les ans, le premier dimanche de juillet, le curé et le clergé de Saint-Martin organisaient ici une procession du Saint Sacrement.
C’est également sur cette place, à côté du couvent des Capucins, que les soldats déserteurs de la garde française étaient passés par les armes.
Au cours de la première moitié du XIXe siècle, se tient au Champ des Capucins un vaste marché populaire, coloré intensément par une clientèle laborieuse, et par un vaste échantillonnage de parisiens séduits par la variété et l’importance de son approvisionnement. 
Il disparait lors du percement du boulevard de Port-Royal en 1866.